# Rutanya Alda
Rutanya Alda Skrastiņa (* 13. Oktober 1942 in Riga) ist eine US-amerikanische Schauspielerin lettischer Herkunft.

## Leben und Karriere
Rutanya Alda wurde 1942 in Riga als Tochter einer Geschäftsfrau und eines Dichters geboren. Nach Ende des Zweiten Weltkrieges verlor die Familie ihre Heimat und sie mussten in einer Flüchtlingsunterkunft leben. Ein dort aufgeführtes Märchenstück, das ihr als Kind in der trostlosen Situation Hoffnung gab, beschrieb sie als einschneidendes Erlebnis für ihre Entscheidung, Schauspielerin zu werden. Später zog sie mit ihrer Familie in die Vereinigten Staaten. Sie kam ab 1967 zu ersten kleineren Film- und Fernsehrollen, unter anderem war sie 1968 in Brian De Palmas Independentfilm Greetings – Grüße in der Figur einer Ladendiebin zu sehen. 
Mit allmählich wachsenden Kino-Nebenrollen in Produktionen wie Robert Altmans Pat Garrett jagt Billy the Kid oder Jerry Schatzbergs Asphalt-Blüten etablierte sie sich in den 1970er-Jahren im Filmgeschäft. Eine ihrer bekanntesten Rollen spielte sie in Michael Ciminos oscarprämiertem Kriegsdrama Die durch die Hölle gehen (1978) als Ehefrau eines Vietnam-Veteranen (gespielt von John Savage), die durch die Kriegsverletzungen ihres Mannes traumatisiert wird. Weitere bekannte Filmauftritte hatte sie als Dienstmädchen des tyrannischen Hollywood-Stars Joan Crawford in dem inzwischen zum Kultfilm gewordenen Meine liebe Rabenmutter (1981) sowie als Mutter einer italoamerikanischen Familie in Damiano Damianis Horrorfilm Amityville II – Der Besessene (1982). Für die beiden letztgenannten Filme hatte sie allerdings die zweifelhafte Ehre, zweimal hintereinander für eine Goldene Himbeere in der Kategorie Schlechteste Nebendarstellerin nominiert zu werden. Neben ihren Filmrollen trat Alda ebenfalls als Theaterschauspielerin sowie in Fernsehserien wie Cannon, Law & Order, California Clan und Cold Case – Kein Opfer ist je vergessen in Erscheinung.
Von 1977 bis zu dessen Unfalltod 2006 war Rutanya Alda mit ihrem Schauspielkollegen Richard Bright verheiratet. Ihr gemeinsamer Sohn Jeremy wurde 1988 geboren. 2015 veröffentlichte Alda ein Buch über die Entstehungsgeschichte des Filmes Meine liebe Rabenmutter unter dem Titel The Mommie Dearest Diary: Carol Ann Tells All.

## Filmografie (Auswahl)
- 1967: Das Mörder-Syndikat (The Borgia Stick, Fernsehfilm)
- 1967: Gegen den Strom die Treppe hinauf (Up the Down Staircase)
- 1968: Rosemaries Baby (Rosemary’s Baby, Sprechrolle)
- 1968: Greetings – Grüße (Greetings)
- 1969: Hello, Dolly!
- 1970: Hi, Mom!
- 1970: Die netten Leute von nebenan (The People Next Door)
- 1971: The Panic in Needle Park
- 1973: Der Tod kennt keine Wiederkehr (The Long Goodbye)
- 1973: Asphalt-Blüten (Scarecrow)
- 1973: Heirat ausgeschlossen (Blume in Love)
- 1973: Pat Garrett jagt Billy the Kid (Pat Garrett and Billy the Kid)
- 1973: Cannon (Fernsehserie, Folge 3x08)
- 1973: Unternehmen Staatsgewalt (Executive Action)
- 1973: Bob & Carol & Ted & Alice (Fernsehserie, Folge 1x09)
- 1974: Der Killer im Kopf (The Terminal Man)
- 1975: Eiskalt (Deadly Hero)
- 1976: Ein Haar in der Suppe (Next Stop, Greenwich Village)
- 1976: Der scharlachrote Pirat (Swashbuckler)
- 1976: Der letzte Tycoon (The Last Tycoon)
- 1977: Auf der Suche nach Mr. Goodbar (Looking for Mr. Goodbar)
- 1978: Teufelskreis Alpha (The Fury)
- 1978: Die durch die Hölle gehen (The Deer Hunter)
- 1979: Rocky II
- 1979: Das Grauen kommt um 10 (When a Stranger Calls)
- 1980: Christmas Evil
- 1981: Meine liebe Rabenmutter (Mommie Dearest)
- 1982: Streetfighters (Vigilante)
- 1982: Amityville II – Der Besessene (Amityville II: The Possession)
- 1984: Die Zeit verrinnt, die Navy ruft (Racing with the Moon)
- 1985: Stuff – Ein tödlicher Leckerbissen (The Stuff)
- 1985: Asphaltvibration – Rappin’ (Rappin’)
- 1986: Hot Shot – Der Weg zum Sieg (Hotshot)
- 1987: Die schwarze Witwe (Black Widow)
- 1987: Laguna brennt (Laguna Heat, Fernsehfilm)
- 1987: Spenser (Spenser: For Hire, Fernsehserie, Folge 3x08)
- 1988: Die Nacht der Dämonen (Apprentice to Murder)
- 1988: Die Schöne und das Biest (Beauty and the Beast, Fernsehserie, 2 Folgen)
- 1988: Defense Play – Mörderische Spiele (Defense Play)
- 1989: Letzte Ausfahrt Brooklyn (Last Exit to Brooklyn)
- 1989: Liebe, Stress und Fieberkurven (Gross Anatomy)
- 1989: Jessica und das Rentier (Prancer)
- 1990: Mord am Rainbow Drive (Rainbow Drive, Fernsehfilm)
- 1990: California Clan (Santa Barbara, Fernsehserie, 5 Folgen)
- 1991: Geschichten aus der Gruft (Tales from the Crypt, Fernsehserie, Folge 3x12)
- 1992: No Surrender – Schrei nach Gerechtigkeit (Article 99)
- 1992: Auf und davon (Leaving Normal)
- 1992/2008: Law & Order (Fernsehserie, 2 Folgen)
- 1993: Stephen Kings Stark (The Dark Half)
- 1994: No Panic – Gute Geiseln sind selten (The Ref)
- 1994: Safe Passage
- 1995: Palm Beach-Duo (Silk Stalkings, Fernsehserie, Folge 5x05)
- 1997: JAG – Im Auftrag der Ehre (JAG, Fernsehserie, Folge 2x04)
- 1997: American Perfect (American Perfekt)
- 1997: Steel Man (Steel)
- 1998: Komiker lieben anders (The Souler Opposite)
- 2001: My First Mister
- 2001: The Glass House
- 2001: Für alle Fälle Amy (Judging Amy, Fernsehserie, Folge 3x09)
- 2002: Der Fall John Doe! (John Doe, Fernsehserie, Folge 1x08)
- 2003: Liebe wird wachsen (Love Comes Softly, Fernsehfilm)
- 2004: Criminal Intent – Verbrechen im Visier (Law & Order: Criminal Intent, Fernsehserie, Folge 4x06)
- 2005: CSI: Vegas (CSI: Crime Scene Investigation, Fernsehserie, Folge 6x10)
- 2006: Cold Case – Kein Opfer ist je vergessen (Cold Case, Fernsehserie, Folge 4x06)
- 2009: Stolen Lives – Tödliche Augenblicke (Stolen)
- 2010: Ein Leben für den Tod (You Don’t Know Jack, Fernsehfilm)
- 2011: Too Big to Fail – Die große Krise (Too Big to Fail, Fernsehfilm)
- 2014: Late Phases
- 2014–2016: Old Dogs & New Tricks (Fernsehserie, 5 Folgen)
- 2015: Ovum
- 2017: Wo ist Kyra? (Where Is Kyra?)
- 2018: Law & Order: Special Victims Unit (Fernsehserie, Folge 19x22)
- 2019: Blue Bloods – Crime Scene New York (Blue Bloods, Fernsehserie, Folge 10x07)
- 2020: Immer Ärger mit Grandpa (The War with Grandpa)
- 2025: The Scout